# Soft Kitty

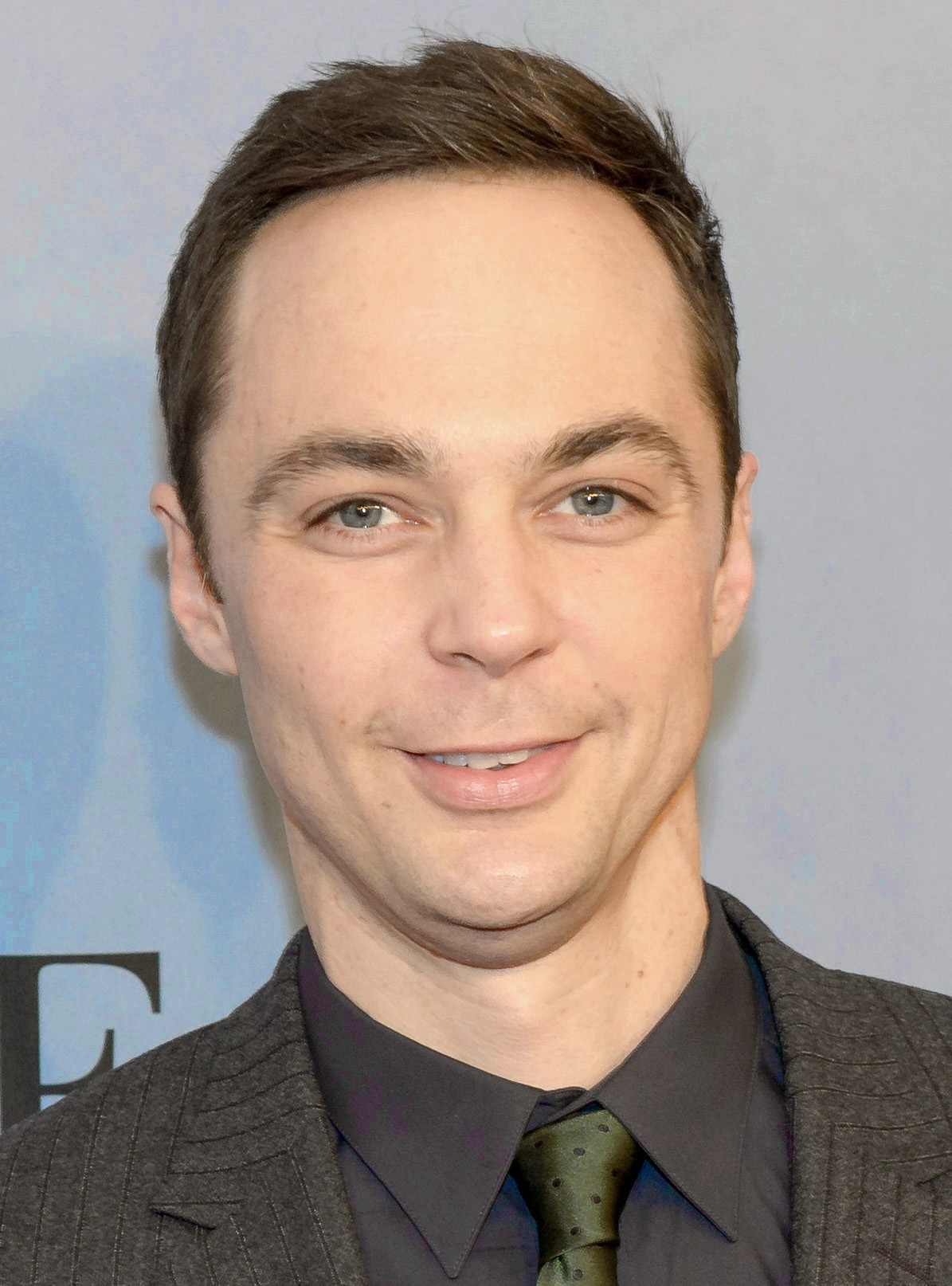
Джим Парсонс — исполнитель роли Шелдона Купера в сериале «Теория Большого взрыва»

«Soft Kitty» (с англ. — «Мягкий котёнок») — любимая колыбельная гениального и эксцентричного физика Шелдона Купера, центрального персонажа американского ситкома «Теория Большого взрыва», а также его спин-оффа и приквела «Детство Шелдона», где показаны его юные годы. Он знает песню с детства, когда её пела для него мать. Колыбельная неоднократно звучит и упоминается в сериале, благодаря чему стала известна в мире, хотя похожие на неё стихи были созданы и изданы ещё в 1930-е годы.

## История

### В сериале
В «Теории Большого взрыва» Шелдон Купер описывает «Soft Kitty» как колыбельную, которую пела его мать в детстве, когда он болел:

Soft kitty, warm kitty,

Little ball of fur,

Happy kitty, sleepy kitty,

Purr! purr! purr!

вариант перевода «Кураж-Бамбей» —

Тёплый пушистый,

Ко-о-тёнок спит,

Свернулся в клубочек,

И мурчит.

В одной из сцен эпизода сериала «Детство Шелдона», приквела к «Теории большого взрыва», показывается происхождение любви к ней Купера. Премьера серии была показана в эфире 1 февраля 2018 года (1 сезон 13 серия), и в ней представлено, как мать героя — Мэри — поёт песню Шелдону, который болеет гриппом. В «Теории Большого взрыва» колыбельная появилась в одиннадцатом эпизоде «Несносный больной» («The Pancake Batter Anomaly») первого сезона. Шелдон простудился и попросил Пенни выучить колыбельную, которую ему пели когда он был маленький. На протяжении сериала Пенни напевала песню несколько раз, а также с ней её исполнил дуэтом (в форме канона) Шелдон. Кроме того, для него на нескольких языках (английском, немецком и китайском) её исполнила его девушка — Эми Фарра Фаулер. Она позволила авторам сериала сделать Шелдона более человечным, показать развитие его характера: «Важнее самой песни было то, каким добрым становился Шелдон, стоит ему её заслышать. Ну, как правило. То, что Шелдон просит Пенни спеть ему „Пушистого котёнка“, в который раз доказывает сценаристам, что самые важные отношения в сериале не между Леонардом и Шелдоном, не между Леонардом и Пенни, а между Шелдоном и Пенни».
Благодаря сериалу песня приобрела большую известность, которой ранее не обладала. Она была растиражирована на футболках, различной сувенирной продукции, стала интернет-мемом и т. д., а компания CBS в 2011 году провела конкурс на лучшее её исполнение в виде коротких видеороликов. «Soft Kitty» попала в сериал благодаря Биллу Прэди — одному из соавторов, продюсеров и сценаристов проекта, услышавшего похожие на неё стихи в начальной школе в калифорнийском Шерман-Оуксе, где училась его дочь. Стихи понравились Прэди и он настоял на том, чтобы включить их в ситком в качестве своеобразного «лейтмотива», сопровождающего Шелдона. Он считал, что песня имеет австралийское происхождение и в школе она появилась благодаря воспитательнице, которая была из Австралии или когда-то там работала. Прэди научил петь колыбельную Джима Парсонса, исполнителя роли Шелдона, сыграв мелодию на блокфлейте.

### Судебный иск
По просьбе создателей сериала сотрудники Warner Music проверяли происхождение песни. Однако они не смогли найти правообладателей и было решено, что она может использоваться как общественное достояние. В 2015 году Маргарет Перри и Эллен Чейз, дочери Эдит Ньюлин, работавшей учительницей детского сада в Нью-Гэмпшире, подали в суд на компанию CBS за незаконное использование интеллектуальной собственности и невыплату им авторских отчислений. Их мать умерла в 2004 году, а её колыбельная о котёнке была опубликована в 1937 году в сборнике детских стихов «Songs for the Nursery School» («Песни для детского сада») издательством Willis Music Company. Песенка несколько отличалась от представленной на телевидении, так как в ней были переставлены слова. В одном из пунктов иска значилось: «Песенка „Soft Kitty“ сыграла значительную роль в изображении одного из центральных персонажей сериала». К издательству были предъявлены претензии о неправомерности отчуждения прав на песню без согласия правонаследников автора. Однако окружной суд Нью-Йорка отклонил эти требования, так как издательство предоставило продюсерам сериала соответствующие права на использование песни ещё в 2007 году, а права самих авторов в соответствии с законом прекратились.